# Michel Lelong
Michel Lelong MAfr (* 25. Februar 1925 in Angers; † 10. April 2020 in Paris) war ein französischer römisch-katholischer Ordenspriester der Weißen Väter. Er galt in Frankreich als „Symbol des islamisch-christlichen Dialogs“.

## Leben
Michel Lelong, Sohn eines französischen Widerstandskämpfers um Charles de Gaulle, fand 1940, nachdem er einen Film über Charles de Foucauld gesehen hatte, seine geistliche Berufung und trat in das Diözesanseminar in Angers ein. Nach einem Jahr setzte er seine theologische Ausbildung bei der Gesellschaft der Missionare von Afrika fort. 1948 empfing er im tunesischen Karthago die Priesterweihe. Er lebte über zwanzig Jahre im Maghreb, wo er unter anderem im Kulturzentrum der Weißen Väter in Tunis tätig war. 1975 übernahm er die Leitung für die Beziehungen zum Islam in der französischen Bischofskonferenz. Er war unter anderem an der Association du Groupe des foyers islamo-chrétiens beteiligt. 1993 gründete er die Groupe d’amité islamo-chrétienne (GAIC), wo er zusammen mit dem algerischen Intellektuellen Mustapha Cherif die Präsidentschaft innehatte. Lelong hat zahlreiche Werke über die interreligiösen Beziehungen des Christentums und den Islam geschrieben.
Für sein Wirken für den islamisch-christlichen Dialog wurde er mit dem nationalen Verdienstorden Frankreichs, dem Ordre national du Mérite (Offizier) ausgezeichnet sowie in die Ehrenlegion (Ritter) aufgenommen.
Für Aufsehen sorgte ein Aufruf, den er 1982 gemeinsam mit dem Pastor Étienne Mathiot und dem Philosophen Roger Garaudy angesichts der israelischen Invasion im Libanon unterzeichnete und der wegen seiner scharfen antizionistischen Aussagen kritisiert wurde. Später verteidigte er gemeinsam mit dem bekannten „Armenpriester“ Abbé Pierre seinen Freund Garaudy nach Publikation von dessen Werk Les mythes fondateurs de la politique israëlienne („Die Gründungsmythen der israelischen Politik“): Obwohl er dessen holocaustleugnenden Aussagen nicht zustimme, habe dieser doch das Recht, diese zu vertreten. Im Jahre 2007 nahm er an der Beerdigung des wegen seiner Beteiligung an der Deportation der französischen Juden im Vichy-Regime verurteilten ehemaligen Ministers Maurice Papon teil, da er immer von Papons Unschuld überzeugt war. Außerdem setzte er sich für den Dialog mit der traditionalistischen Piusbruderschaft ein und erklärte seine Bewunderung für den islamistischen Prediger Tariq Ramadan.
Am 10. April 2020 starb Lelong im Alter von 95 Jahren während der COVID-19-Pandemie in Frankreich im Pariser Hôpital Lariboisière an den Folgen einer SARS-CoV-2-Infektion.

## Schriften
- Pour un dialogue avec les athées. 1965
- J’ai rencontré l’Islam. 1976
- Le Don qu’il vous a fait. 1977
- Deux fidélités, une espérance. 1979
- La tradition islamique. 1979
- L’Islam et l’Occident. 1982
- Guerre ou Paix à Jérusalem ? 1983
- L’Église nous parle de l’Islam: du Concile à Jean-Paul II. 1984
- Si Dieu l’avait voulu. 1986
- De la prière du Christ au message du Coran. 1986
- L’Église catholique et l’Islam. 1993
- La vérité rend libre. 1999
- Jean-Paul II et l’Islam. 2003
- Le choix de Cécile. 2005
- Chrétiens et Musulmans : adversaires ou partenaires ? L’Harmattan 2007.